# Gundulf de Provença
Gundulf o Gondulf (mort probablement el 591) fou un duc austrasià, Patrici de Provença de 581 a 583, després bisbe de metz el 591.

## Biografia
Gregori de Tours en la seva Història dels Francs, explica que Khildebert va enviar a Marsella a Gondulf home de naixement senatorial, que de domèstic havia estat nomenat duc. Com no gosava travessar el regne de Guntram, va venir a Tours. Gregori el va rebre amb amistat i el va reconèixer com un oncle matern de la seva mare. En aquesta època una part de Provença formava part de les possessions de l'Austràsia, fins a 575 quan el rei Khildebert II fou obligat de cedir una part de la ciutat de Marsella al seu oncle Guntram a canvi de la seva protecció contra la Nèustria. És aquesta situació que justifica la tramesa de Gundulf a Marsella, per tal de vigilar els interessos del rei austrasià.
Fortunat, en la seva Vita Radegundis, esmenta un Gundulf escollit bisbe de Metz el 591, però tot seguit ja apareix Agilulf al seu lloc com a nou bisbe. Aquest Gundulf, no pot ser idèntic a Gundulf, bisbe de Tongres de 600 a 607, i és probablement l'antic patrici de Provença, i Settipani considera que fou elegit al final de la seva vida i va morir poc després de la seva elecció.

Gregori de Tours afirma que Gundulf era l'oncle matern de la seva mare. En el llibre V de la seva història, atribueix el mateix parentiu a sant Nicet, bisbe de Lió: 
| « | Tan aviat com Pere va haver sentit aquesta acusació, va portar la seva causa davant el bisbe sant Nicet, oncle de la meva mare, i va anar a Lió | » |

 amb la precisió que: 
| « | Armentala, la seva mare, era filla d'una germana de sant Nicet | » |

En la Vita de sant Nicet, Gregori de Tour dona els pares d'aquest sant, que són igualment els de Gundulf: Florentí, bisbe de Ginebra el 513 i Artèmia.
|                                       |                                       |                                       |                                       |                                       |                                       |                                  |                                  |  |  |                                 |                                 |                                 |                                 |                                 |                                 |    |    |  |  | Florentí bisbe de Ginebra (513)     | Florentí bisbe de Ginebra (513)     | Florentí bisbe de Ginebra (513)     | Florentí bisbe de Ginebra (513)     | Florentí bisbe de Ginebra (513)     | Florentí bisbe de Ginebra (513)     |  |  | Artèmia                        | Artèmia              | Artèmia              | Artèmia              | Artèmia              | Artèmia              |  |  |                                 |                                 |                                 |                                 |                                 |                                 |  |  |  |  |  |  |  |  |  |  |  |  |
|                                       |                                       |                                       |                                       |                                       |                                       |                                  |                                  |  |  |                                 |                                 |                                 |                                 |                                 |                                 |    |    |  |  | Florentí bisbe de Ginebra (513)     | Florentí bisbe de Ginebra (513)     | Florentí bisbe de Ginebra (513)     | Florentí bisbe de Ginebra (513)     | Florentí bisbe de Ginebra (513)     | Florentí bisbe de Ginebra (513)     |  |  | Artèmia                        | Artèmia              | Artèmia              | Artèmia              | Artèmia              | Artèmia              |  |  |                                 |                                 |                                 |                                 |                                 |                                 |  |  |  |  |  |  |  |  |  |  |  |  |
|                                       |                                       |                                       |                                       |                                       |                                       |                                  |                                  |  |  |                                 |                                 |                                 |                                 |                                 |                                 |    |    |  |  |                                     |                                     |                                     |                                     |                                     |                                     |  |  |                                |                      |                      |                      |                      |                      |  |  |                                 |                                 |                                 |                                 |                                 |                                 |  |  |  |  |  |  |  |  |  |  |  |  |
|                                       |                                       |                                       |                                       |                                       |                                       |                                  |                                  |  |  |                                 |                                 |                                 |                                 |                                 |                                 |    |    |  |  |                                     |                                     |                                     |                                     |                                     |                                     |  |  |                                |                      |                      |                      |                      |                      |  |  |                                 |                                 |                                 |                                 |                                 |                                 |  |  |  |  |  |  |  |  |  |  |  |  |
| Munderic († 532) pretendent austrasià | Munderic († 532) pretendent austrasià | Munderic († 532) pretendent austrasià | Munderic († 532) pretendent austrasià | Munderic († 532) pretendent austrasià | Munderic († 532) pretendent austrasià |                                  |                                  |  |  |                                 |                                 | NN                              | NN                              | NN                              | NN                              | NN | NN |  |  | Gundulf († 591) patrici de Provença | Gundulf († 591) patrici de Provença | Gundulf († 591) patrici de Provença | Gundulf († 591) patrici de Provença | Gundulf († 591) patrici de Provença | Gundulf († 591) patrici de Provença |  |  | NN                             | NN                   | NN                   | NN                   | NN                   | NN                   |  |  | sant Nicet († 573) bisbe de Lió | sant Nicet († 573) bisbe de Lió | sant Nicet († 573) bisbe de Lió | sant Nicet († 573) bisbe de Lió | sant Nicet († 573) bisbe de Lió | sant Nicet († 573) bisbe de Lió |  |  |  |  |  |  |  |  |  |  |  |  |
| Munderic († 532) pretendent austrasià | Munderic († 532) pretendent austrasià | Munderic († 532) pretendent austrasià | Munderic († 532) pretendent austrasià | Munderic († 532) pretendent austrasià | Munderic († 532) pretendent austrasià |                                  |                                  |  |  |                                 |                                 | NN                              | NN                              | NN                              | NN                              | NN | NN |  |  | Gundulf († 591) patrici de Provença | Gundulf († 591) patrici de Provença | Gundulf († 591) patrici de Provença | Gundulf († 591) patrici de Provença | Gundulf († 591) patrici de Provença | Gundulf († 591) patrici de Provença |  |  | NN                             | NN                   | NN                   | NN                   | NN                   | NN                   |  |  | sant Nicet († 573) bisbe de Lió | sant Nicet († 573) bisbe de Lió | sant Nicet († 573) bisbe de Lió | sant Nicet († 573) bisbe de Lió | sant Nicet († 573) bisbe de Lió | sant Nicet († 573) bisbe de Lió |  |  |  |  |  |  |  |  |  |  |  |  |
|                                       |                                       |                                       |                                       |                                       |                                       |                                  |                                  |  |  |                                 |                                 |                                 |                                 |                                 |                                 |    |    |  |  |                                     |                                     |                                     |                                     |                                     |                                     |  |  |                                |                      |                      |                      |                      |                      |  |  |                                 |                                 |                                 |                                 |                                 |                                 |  |  |  |  |  |  |  |  |  |  |  |  |
|                                       |                                       |                                       |                                       |                                       |                                       |                                  |                                  |  |  |                                 |                                 |                                 |                                 |                                 |                                 |    |    |  |  |                                     |                                     |                                     |                                     |                                     |                                     |  |  |                                |                      |                      |                      |                      |                      |  |  |                                 |                                 |                                 |                                 |                                 |                                 |  |  |  |  |  |  |  |  |  |  |  |  |
|                                       |                                       | Gundulf († 607) bisbe de Tongres      | Gundulf († 607) bisbe de Tongres      | Gundulf († 607) bisbe de Tongres      | Gundulf († 607) bisbe de Tongres      | Gundulf († 607) bisbe de Tongres | Gundulf († 607) bisbe de Tongres |  |  | Bodogisel († 585) duc i patrici | Bodogisel († 585) duc i patrici | Bodogisel († 585) duc i patrici | Bodogisel († 585) duc i patrici | Bodogisel († 585) duc i patrici | Bodogisel († 585) duc i patrici |    |    |  |  |                                     |                                     |                                     |                                     |                                     |                                     |  |  | Armentala x Florenci           | Armentala x Florenci | Armentala x Florenci | Armentala x Florenci | Armentala x Florenci | Armentala x Florenci |  |  |                                 |                                 |                                 |                                 |                                 |                                 |  |  |  |  |  |  |  |  |  |  |  |  |
|                                       |                                       | Gundulf († 607) bisbe de Tongres      | Gundulf († 607) bisbe de Tongres      | Gundulf († 607) bisbe de Tongres      | Gundulf († 607) bisbe de Tongres      | Gundulf († 607) bisbe de Tongres | Gundulf († 607) bisbe de Tongres |  |  | Bodogisel († 585) duc i patrici | Bodogisel († 585) duc i patrici | Bodogisel († 585) duc i patrici | Bodogisel († 585) duc i patrici | Bodogisel († 585) duc i patrici | Bodogisel († 585) duc i patrici |    |    |  |  |                                     |                                     |                                     |                                     |                                     |                                     |  |  | Armentala x Florenci           | Armentala x Florenci | Armentala x Florenci | Armentala x Florenci | Armentala x Florenci | Armentala x Florenci |  |  |                                 |                                 |                                 |                                 |                                 |                                 |  |  |  |  |  |  |  |  |  |  |  |  |
|                                       |                                       |                                       |                                       |                                       |                                       |                                  |                                  |  |  |                                 |                                 |                                 |                                 |                                 |                                 |    |    |  |  |                                     |                                     |                                     |                                     |                                     |                                     |  |  | Gregori († 594) bisbe de Tours |                      |                      |                      |                      |                      |  |  |                                 |                                 |                                 |                                 |                                 |                                 |  |  |  |  |  |  |  |  |  |  |  |  |